# Warszawskie Cmentarze Komunalne

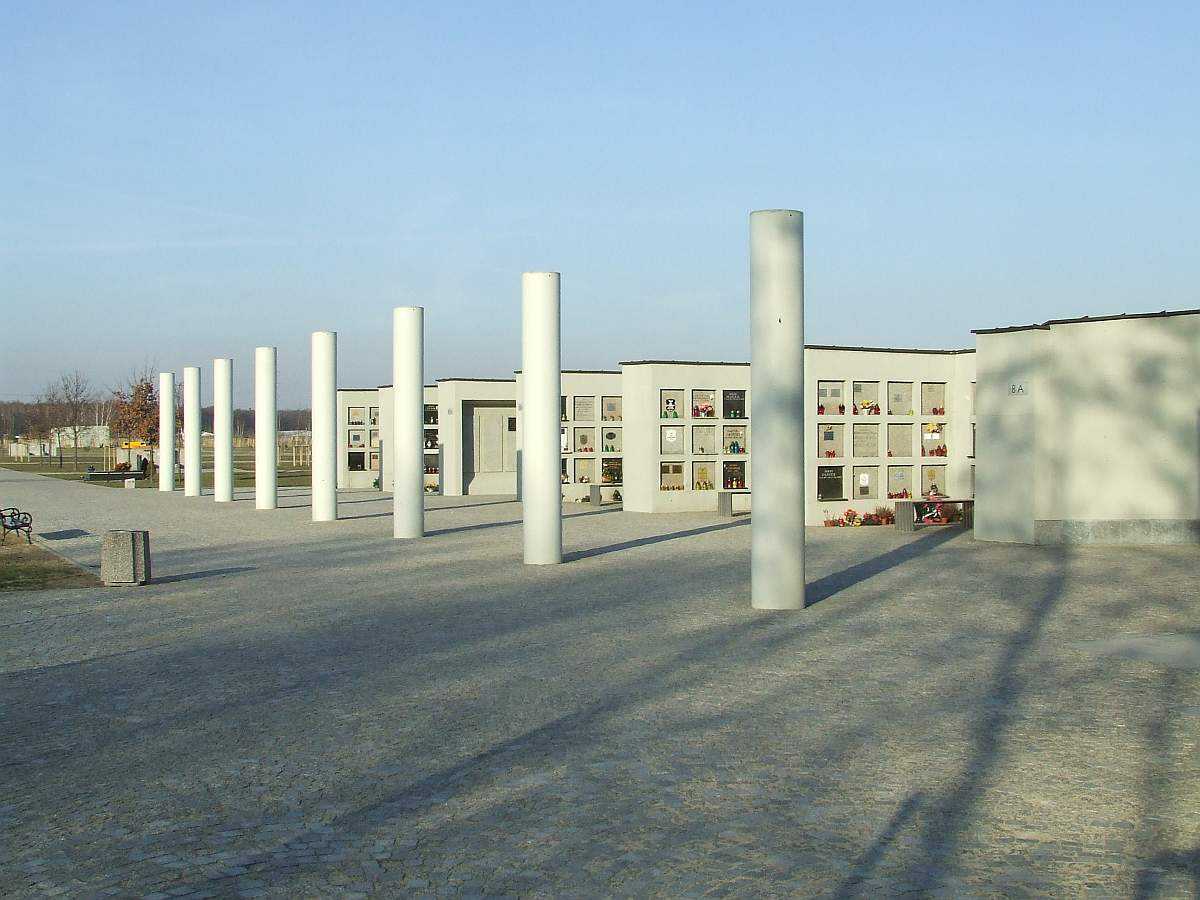
Cmentarz Komunalny Południowy

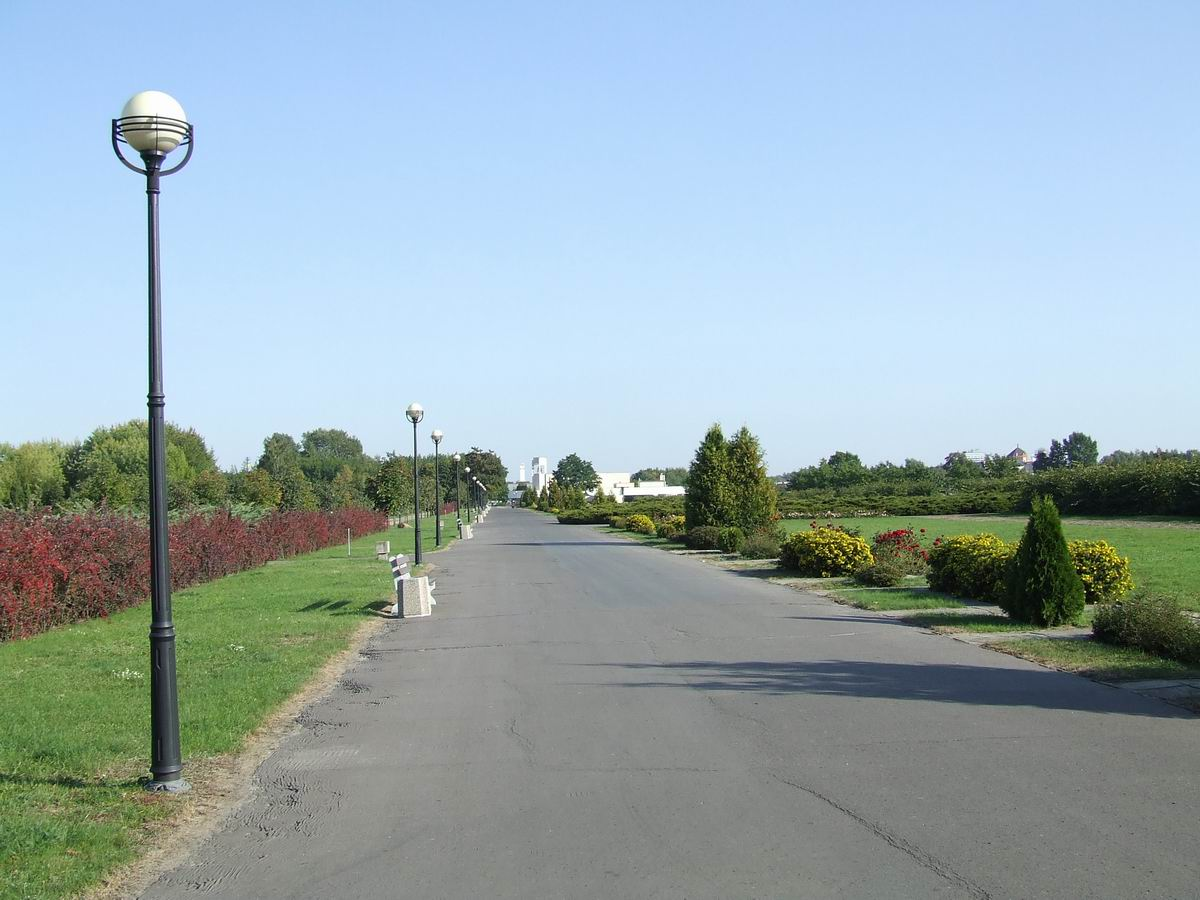
Cmentarz Komunalny Północny. Jedna z głównych alejek cmentarza

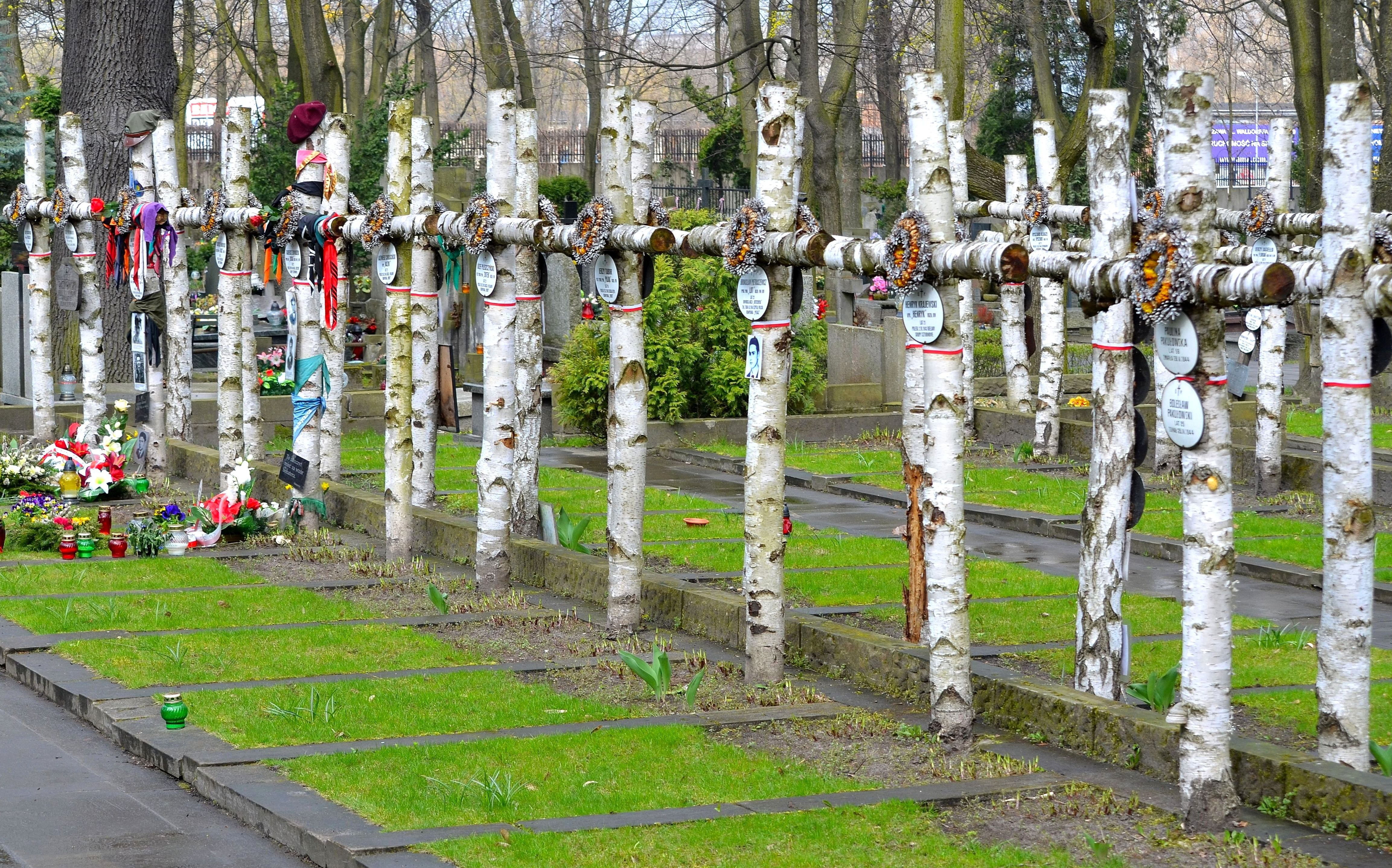
Jedna z kwater Cmentarza Wojskowego na Powązkach (Batalion Zośka)

Warszawskie Cmentarze Komunalne – nekropolie  zarządzane przez Zarząd Cmentarzy Komunalnych w Warszawie.
Na terenie miasta znajduje się Cmentarz Wojskowy na Powązkach i Cmentarz Komunalny Północny, natomiast Cmentarz Komunalny Południowy znajduje się w miejscowości Antoninów.